# Едеран
Едеран (њем. Oederan) град је у њемачкој савезној држави Саксонија. Једно је од 61 општинског средишта округа Средња Саксонија. Према процјени из 2010. у граду је живјело 7.739 становника. Посједује регионалну шифру (AGS) 14522440.

## Географски и демографски подаци
Едеран се налази у савезној држави Саксонија у округу Средња Саксонија. Град се налази на надморској висини од 400 метара. Површина општине износи 55,9 km². У самом граду је, према процјени из 2010. године, живјело 7.739 становника. Просјечна густина становништва износи 138 становника/km².

## Међународна сарадња
| Мјесто | Држава | Врста сарадње | Од    |
| ------ | ------ | ------------- | ----- |
|        | Чешка  | контакт       | 2000. |
| Извор  |        |               |       |